# Kimmo Kinnunen
Kimmo Paavali Kinnunen (Äänekoski, 31 marzo 1968) è un ex giavellottista finlandese, campione mondiale a Tokyo 1991.

## Biografia
È il figlio dell'ex giavellottista Jorma Kinnunen, argento ai Giochi olimpici di Città del Messico 1968.

## Palmarès
| Anno | Manifestazione    | Sede       | Evento                 | Risultato | Prestazione | Note                  |
| ---- | ----------------- | ---------- | ---------------------- | --------- | ----------- | --------------------- |
| 1986 | Mondiali juniores | Atene      | Lancio del giavellotto | 5º        | 70,96 m     |                       |
| 1987 | Europei juniores  | Birmingham | Lancio del giavellotto | 5º        | 71,56 m     |                       |
| 1988 | Giochi olimpici   | Seul       | Lancio del giavellotto | 10º       | 78,04 m     |                       |
| 1990 | Europei           | Spalato    | Lancio del giavellotto | 8º        | 79,00 m     |                       |
| 1991 | Mondiali          | Tokyo      | Lancio del giavellotto | Oro       | 90,82 m     | Record dei campionati |
| 1992 | Giochi olimpici   | Barcellona | Lancio del giavellotto | 4º        | 82,62 m     |                       |
| 1993 | Mondiali          | Stoccarda  | Lancio del giavellotto | Argento   | 84,78 m     |                       |
| 1996 | Giochi olimpici   | Atlanta    | Lancio del giavellotto | 7º        | 84,02 m     |                       |

## Altre competizioni internazionali
1993
- 6º alla Grand Prix Final ( Londra), lancio del giavellotto - 77,04 m